# Mi viejo
«Mi viejo»  o también llamado «Mi querido viejo» es una canción autoría de  José Tcherkaski y que fue popularizada por el cantautor italo-argentino y nacionalizado colombiano Piero  en su álbum debut que lleva el mismo nombre. Fue editado bajo el sello CBS en el año 1969.
El sencillo ha sido incluido en diversas recopilaciones o ediciones de discos del mencionado cantautor. En el año 1982 fue publicado en el disco Versiones Originales, de CBS logrando en Argentina la certificación de disco de platino por haber superado las 60 mil placas.

## La autoría
La letra es del poeta y periodista José Tcherkaski, mientras que Piero es autor de la melodía y su primer y más popular intérprete. José la escribió en memoria de su padre, un hombre ruso de origen judío quien falleció a los 52 años, cuando este tenía 14 años.Este plasmó en esta letra como veía a su padre.
Luego del rechazo de varias discográficas a las canciones que ofrecían la dupla Pier & Jose un directivo de CBS, Héctor Techeiro, vio en la canción una oportunidad comercial muy grande para las festividades del día del padre. Fue de este modo que surgió el disco epónimo de Piero, con la producción artística del citado Techeiro. La placa vendió más de 600 mil unidades al momento de su salida a la venta.
En 1969, con este disco debut,  Piero ganó el Tercer Festival de la Canción de Buenos Aires con el tema Como somos. Sin embargo su consagración fue con este tema "Mi Viejo".

## Otras versiones
La canción fue versionada por diversos artistas y en distintos idiomas. También aparece en diversos films y series de TV. 
La cantante italiana Iva Zanicchi grabó una versión en italiano titulada Un uomo senza tempo en 1970.Fue incluido en la película argentina El profesor patagónico del año 1970, donde aparece Piero interpretándola.
En 1981 recibió una versión en  portugues  llamada Meu Velho  por el cantante romántico brasileño Altemar Dutra. 
En el doblaje Mexicano del episodio 14 de la 15° termporada, The Ziff Who Came to Dinner del año  2005, de Los Simpsons, Homero empieza a cantar una versión modificada de la canción Mi viejo: «Es un buen tipo mi hijo, que anda solo y esperando, y no lo puedo estrangular...». Esta adaptación fue hecha por Humberto Vélez, director y adaptador del doblaje de la serie.
La canción también fue incluida en la serie de Amazon Prime Maradona, sueño bendito del año 2022.
El cantante y guitarrista mexicano Kevin Kaarl hizo su propia versión para el film El Halcón: Sed de venganza.
Entre los intérpretes que interpretaron esta canción figuran:
- Vicente Fernández
- Lucho Gatica
- Nicola Di Bari
- Lucho Barrios
- Danny Rivera
- Mauro Calderón
- Manolo Otero
- Elefante
- Leo Dan
- Humberto Vélez
- Leo Mattioli
- Antony Santos
- Yerba Brava
- Los del Fuego
- Kevin Kaarl

## Letra
Es un buen tipo mi viejo 

que anda solo y esperando, 

tiene la tristeza larga, 

de tanto venir andando.

Yo lo miro desde lejos, 

pero somos tan distintos; 

es que creció con el siglo, 

con tranvía y vino tinto. 

Viejo, mi querido viejo, 

ahora ya camina lerdo, 

como perdonando al viento.

Yo soy tu sangre, mi viejo;

soy tu silencio y tu tiempo.

Él tiene los ojos buenos 

y una figura pesada, 

la edad se le vino encima, 

sin carnaval ni comparsa. 

Yo tengo los años nuevos 

y el hombre, los años viejos; 

el dolor lo lleva adentro 

y tiene historia sin tiempo. 

Viejo, mi querido viejo, 

ahora ya camina lerdo, 

como perdonando al viento.

Yo soy tu sangre, mi viejo;

soy tu silencio y tu tiempo.

Yo soy tu sangre, mi viejo;

yo soy tu silencio y tu tiempo.